# Киселёв, Михаил Михайлович
Михаил Михайлович Киселёв (род. 11 октября 1964 года в городе Ленинграде, РСФСР, СССР) — российский политический деятель, депутат Государственной Думы ФС РФ первого созыва (1993—1995).

## Биография
Получил высшее образование на физическом факультете Ленинградского государственного университета. С 1985 по 1987 год проходил срочную службу в рядах Советской армии. С 1987 по 1990 год работал в Ленинградском финансово-экономическом университете им. Н. А. Вознесенского экономистом научно-исследовательской лаборатории.
В 1990 году избран народным депутатом РСФСР от Петроградского территориального округа № 23 (Ленинград), с 1990 по 1993 год был членом комиссии Верховного Совета РФ по бюджету, планам, налогам и ценам, в 1991 году входил в группу «Коалиция реформ» и фракцию «Демократическая Россия», в 1992 году вышел из депутатских объединений. В 1991 году — представитель Государственного Комитета по управлению государственным имуществом РФ в Санкт-Петербурге, член Совета фонда государственного имущества Санкт-Петербурга.
В 1993 году избран депутатом Государственной думы Федерального Собрания Российской Федерации первого созыва от Северного одномандатного избирательного округа № 207 Санкт-Петербурга. В Государственной думе был членом Комитета по бюджету, налогам, банкам и финансам, не входил ни в какие депутатские объединения.
С 1995 года работает в Институте национальной модели экономики научным сотрудником.